# Grand Prix Německa 1966
Grand Prix Německa 1966 (oficiálně XXVIII Großer Preis von Deutschland) se jela na okruhu Nürburgring v Nürburgu v Německu dne 7. srpna 1966. Závod byl šestým v pořadí v sezóně 1966 šampionátu Formule 1.

## Kvalifikace
- Růžově jsou označeny týmy, které byly součástí šampionátů Formule 2.

| Poř. | No. | Jezdec               | Konstruktér     | Čas      | Ztráta  |
| ---- | --- | -------------------- | --------------- | -------- | ------- |
| 1    | 1   | Jim Clark            | Lotus-Climax    | 8:16.5   | —       |
| 2    | 7   | John Surtees         | Cooper-Maserati | 8:18.0   | +1.5    |
| 3    | 6   | Jackie Stewart       | BRM             | 8:18.8   | +2.3    |
| 4    | 11  | Ludovico Scarfiotti  | Ferrari         | 8:20.2   | +3.7    |
| 5    | 3   | Jack Brabham         | Brabham-Repco   | 8:20.8   | +4.3    |
| 6    | 9   | Lorenzo Bandini      | Ferrari         | 8:21.1   | +4.6    |
| 7    | 10  | Mike Parkes          | Ferrari         | 8:21.7   | +5.2    |
| 8    | 12  | Dan Gurney           | Eagle-Climax    | 8:22.8   | +6.3    |
| 9    | 8   | Jochen Rindt         | Cooper-Maserati | 8:27.7   | +11.2   |
| 10   | 5   | Graham Hill          | BRM             | 8:28.6   | +12.1   |
| 11   | 14  | Bob Bondurant        | BRM             | 8:33.0   | +16.5   |
| 12   | 17  | Jo Bonnier           | Cooper-Maserati | 8:35.2   | +18.7   |
| 13   | 15  | Mike Spence          | Lotus-BRM       | 8:38.6   | +22.1   |
| 14   | 19  | Bob Anderson         | Brabham-Climax  | 8:42.5   | +26.0   |
| 15   | 4   | Denny Hulme          | Brabham-Repco   | 8:49.3   | +32.8   |
| 16   | 27  | Jacky Ickx           | Matra-Ford      | 8:52.0   | +35.5   |
| 17   | 2   | Peter Arundell       | Lotus-BRM       | 8:52.7   | +36.2   |
| 18   | 34  | Jean-Pierre Beltoise | Matra-Ford      | 9:00.4   | +43.9   |
| 19   | 33  | Jo Schlesser         | Matra-Ford      | 9:01.5   | +45.0   |
| 20   | 31  | Pedro Rodríguez      | Lotus-Ford      | 9:03.0   | +46.5   |
| 21   | 25  | Kurt Ahrens, Jr.     | Brabham-Ford    | 9:04.7   | +48.2   |
| 22   | 28  | Hans Herrmann        | Brabham-Ford    | 9:05.7   | +49.2   |
| 23   | 32  | Piers Courage        | Lotus-Ford      | 9:06.0   | +49.5   |
| 24   | 29  | Alan Rees            | Brabham-Ford    | 9:08.4   | +51.9   |
| 25   | 16  | John Taylor          | Brabham-BRM     | 9:08.9   | +52.4   |
| 26   | 20  | Chris Lawrence       | Cooper-Ferrari  | 9:10.9   | +54.4   |
| 27   | 26  | Hubert Hahne         | Matra-BRM       | 9:17.0   | +1:00.5 |
| 28   | 35  | Silvio Moser         | Brabham-Ford    | 9:17.2   | +1:00.7 |
| 29   | 30  | Gerhard Mitter       | Lotus-Ford      | 9:32.2   | +1:15.7 |
| DNQ  | 18  | Guy Ligier           | Cooper-Maserati | Bez času | —       |

## Závod
- Růžově jsou označeny týmy, které byly součástí šampionátů Formule 2.

| Poř.   | No. | Jezdec               | Konstruktér     | Počet kol | Čas/Odstoupení | Pořadí na startu | Body |
| ------ | --- | -------------------- | --------------- | --------- | -------------- | ---------------- | ---- |
| 1      | 3   | Jack Brabham         | Brabham-Repco   | 15        | 2:27:03.0      | 5                | 9    |
| 2      | 7   | John Surtees         | Cooper-Maserati | 15        | + 44.4         | 2                | 6    |
| 3      | 8   | Jochen Rindt         | Cooper-Maserati | 15        | + 2:32.6       | 9                | 4    |
| 4      | 5   | Graham Hill          | BRM             | 15        | + 6:41.4       | 10               | 3    |
| 5      | 6   | Jackie Stewart       | BRM             | 15        | + 8:28.9       | 3                | 2    |
| 6      | 9   | Lorenzo Bandini      | Ferrari         | 15        | + 10:56.4      | 6                | 1    |
| 7      | 12  | Dan Gurney           | Eagle-Climax    | 14        | Elektronika    | 8                |      |
| 8      | 34  | Jean-Pierre Beltoise | Matra-Ford      | 14        | + 1 kolo       | 18               |      |
| 9      | 26  | Hubert Hahne         | Matra-BRM       | 14        | + 1 kolo       | 27               |      |
| 10     | 33  | Jo Schlesser         | Matra-Ford      | 14        | + 1 kolo       | 19               |      |
| 11     | 28  | Hans Herrmann        | Brabham-Ford    | 14        | + 1 kolo       | 22               |      |
| 12     | 2   | Peter Arundell       | Lotus-BRM       | 14        | + 1 kolo       | 17               |      |
| Ret    | 15  | Mike Spence          | Lotus-BRM       | 12        | Alternátor     | 13               |      |
| Ret    | 1   | Jim Clark            | Lotus-Climax    | 11        | Nehoda         | 1                |      |
| Ret    | 20  | Chris Lawrence       | Cooper-Ferrari  | 10        | Zavěšení       | 26               |      |
| Ret    | 11  | Ludovico Scarfiotti  | Ferrari         | 9         | Elektronika    | 4                |      |
| Ret    | 10  | Mike Parkes          | Ferrari         | 9         | Nehoda         | 7                |      |
| Ret    | 4   | Denny Hulme          | Brabham-Repco   | 8         | Zapalování     | 15               |      |
| Ret    | 31  | Pedro Rodríguez      | Lotus-Ford      | 7         | Motor          | 20               |      |
| Ret    | 17  | Jo Bonnier           | Cooper-Maserati | 3         | Spojka         | 12               |      |
| Ret    | 32  | Piers Courage        | Lotus-Ford      | 3         | Nehoda         | 23               |      |
| Ret    | 29  | Alan Rees            | Brabham-Ford    | 3         | Motor          | 24               |      |
| Ret    | 14  | Bob Bondurant        | BRM             | 3         | Motor          | 11               |      |
| Ret    | 19  | Bob Anderson         | Brabham-Climax  | 2         | Řazení         | 14               |      |
| Ret    | 25  | Kurt Ahrens, Jr.     | Brabham-Ford    | 2         | Převodovka     | 21               |      |
| Ret    | 16  | John Taylor          | Brabham-BRM     | 0         | Fatální nehoda | 25               |      |
| Ret    | 27  | Jacky Ickx           | Matra-Ford      | 0         | Nehoda         | 16               |      |
| DNS    | 18  | Guy Ligier           | Cooper-Maserati | 0         | Zranění        |                  |      |
| DNS    | 35  | Silvio Moser         | Brabham-Ford    | 0         |                |                  |      |
| DNS    | 30  | Gerhard Mitter       | Lotus-Ford      | 0         |                |                  |      |
| Zdroj: |     |                      |                 |           |                |                  |      |

## Průběžné pořadí po závodě
Pohár jezdců
|        | Pořadí | Jezdec         | Body |
| ------ | ------ | -------------- | ---- |
|        | 1      | Jack Brabham   | 39   |
|        | 2      | Graham Hill    | 17   |
| 4      | 3      | John Surtees   | 15   |
|        | 4      | Jochen Rindt   | 15   |
| 2      | 5      | Jackie Stewart | 14   |
| Zdroj: |        |                |      |

Pohár konstruktérů
|        | Pořadí | Konstruktér     | Body |
| ------ | ------ | --------------- | ---- |
|        | 1      | Brabham-Repco   | 39   |
|        | 2      | Ferrari         | 23   |
|        | 3      | BRM             | 22   |
|        | 4      | Cooper-Maserati | 17   |
|        | 5      | Lotus-Climax    | 7    |
| Zdroj: |        |                 |      |